# Kepler-446c
Kepler-446c es el segundo de los tres exoplanetas descubiertos alrededor de la estrella Kepler-446, en la constelación de Lyra, a 391,4 años luz de la Tierra. Su detección se confirmó en 2015, después de que el Telescopio Espacial Kepler registrase varios tránsitos del objeto frente a su estrella. Con un radio de 1,10 R⊕, está muy debajo del límite establecido por los expertos que separa a los cuerpos terrestres de los gaseosos. Por tanto, es probable que sea un planeta telúrico.
Los dos otros planetas encontrados en el sistema Kepler-446 son Kepler-446b y Kepler-446d. Los tres tienen órbitas próximas a la estrella y, por tanto, es probable que sus temperaturas sean muy altas.

## Características
Kepler-446 es una enana roja de tipo M4V, con una masa de 0,22 M☉ y un radio de 0,24 R☉. Su metalicidad (-0,30) es similar a la del Sol aunque algo menor, lo que sugiere una cierta escasez de elementos pesados (es decir, todos excepto el hidrógeno y el helio). Considerando que el límite de acoplamiento de marea de las estrellas de este tipo suele rebasar el confín externo zona habitable y que ninguno de los exoplanetas descubiertos en el sistema supera su borde interno, es muy probable que la rotación de cada uno de ellos esté sincronizada con sus órbitas y que, como consecuencia, cuenten con un hemisferio diurno y otro nocturno. La distancia entre Kepler-446c y su estrella es de aproximadamente 0,02 UA según el PHL, coincidiendo así con la asignada a Kepler-446b a pesar de que aproximadamente tarda la mitad en completar su órbita. Seguramente, esto se debe a que las distancias tan reducidas a las que orbitan ambos objetos requieren el uso de milésimas de unidad para diferenciarlas. En cualquier caso, la órbita de Kepler-446 está a entre cinco y seis millones de kilómetros de su estrella.
El radio del planeta es de 1,10 R⊕, significativamente por debajo del límite de 1,6 R⊕ que separa a los planetas telúricos de los de tipo minineptuno. El planeta también ha sido confirmado por velocidad radial, lo que ha permitido estimar su masa en unas 2,86 M⊕, lo que supondría una gravedad un 138 % mayor que la terrestre. El Laboratorio de Habitabilidad Planetaria de la UPRA, basándose en la densidad del objeto, ha asignado un HZC de -0,93. Así pues, se compone prácticamente de hierro puro.
La temperatura de equilibrio de Kepler-446c, basada en su localización en el sistema y la luminosidad de su estrella, es de 187,95 °C. Si su atmósfera y albedo son similares a los de la Tierra, su temperatura media superficial sería de unos 230 °C. Sin embargo, al igual que los otros dos planetas descubiertos en el sistema, es probable que por la proximidad respecto a su estrella, la consecuente pérdida de agua, el anclaje por marea y la mayor actividad volcánica —a consecuencia de su masa y ubicación en el sistema—; sufra un efecto invernadero descontrolado que incremente significativamente sus temperaturas. En Venus, que proporcionalmente orbita a una distancia muy superior a la de Kepler-446c, la diferencia entre la temperatura de equilibrio y la temperatura media en la superficie es de casi 500 °C.

## Sistema
Kepler-446c es el segundo exoplaneta confirmado en el sistema Kepler-446. Poco antes se descubrió Kepler-446b, y poco después Kepler-446d. Todos orbitan a distancias muy próximas entre sí y respecto a su estrella. Kepler-446b completa una órbita alrededor de su astro cada 1,57 días, Kepler-446c cada 3,04 y Kepler-446d cada 5,15. Durante la distancia mínima de intersección orbital, la separación entre Kepler-446b y Kepler-446c llega a ser tan solo de dos o tres millones de kilómetros, entre ocho y diez veces más que la distancia entre la Tierra y la Luna.